# Wiktor Choriew
Wiktor Aleksandrowicz Choriew (ros. Виктор Александрович Хорев, ur. 22 lutego 1932 w Wołogdzie, zm. 26 maja 2012 w Grodnie) – rosyjski slawista, znawca literatury polskiej.

## Życiorys
Ukończył w roku 1954 studia na wydziale filologicznym Uniwersytetu Moskiewskiego im. M. Łomonosowa. W roku 1957 uzyskał aspiranturę w Instytucie Słowianoznawstwa Rosyjskiej Akademii Nauk, w roku 1978 doktorat nauk filologicznych, w roku 1993 został powołany na profesora. W roku 2009 otrzymał godność zasłużonego działacza nauk Federacji Rosyjskiej, w roku 2012 doktorat honoris causa uniwersytetu w Grodnie. 
Zajmował się głównie literaturą polską, zwłaszcza literatami współczesnymi, jak K.I.Gałczyński, K.Filipowicz, St.Witkiewicz, W.Gombrowicz, T.Konwicki, St.Dygat, J.Iwaszkiewicz, S.Mrożek, T.Różewicz. Opublikował ponad 350 prac naukowych. 
Był członkiem rosyjsko-polskiej komisji historycznej, zastępcą prezesa towarzystwa „Rosja-Polska”. 
Kierował międzynarodowym projektem „Rosja-Polska. Wzajemne postrzeganie w literaturze i kulturze”.

## Prace (wybór)
- «О литературе народной Польши» (O literaturze Polski Ludowej, 1961),
- «Владислав Броневский» (Władysław Broniewski, 1965),
- «Становление социалистической литературы в Польше» (Powstanie literatury socjalistycznej w Polsce, 1979),
- «Польша и поляки глазами русских литераторов. Имагологические очерки» (Polska i Polacy w oczach rosyjskich literatów, *2005),
- «Польская литература ХХ века. 1890–1990» (Polska literatura XX wieku,  2009),
  - Prace zespołowe pod kierownictwem Wiktora Choriewa:
- «Поляки и русские в глазах друг друга» (Polacy i Rosjanie w ich oczach, 2000),
- «Россия – Польша. Образы и стереотипы в литературе и культуре» (Rosja-Polska. Obrazy i stereotypy w literaturze i kulturze, 2002),
- «Миф Европы в литературе и культуре России и Польши» (Mit Europy w literaturze i kulturze Rosji i Polski, 2004),
- «Творчество Витольда Гомбровича и европейская культура» (Twórczość Witolda Gombrowicza i kultura europejska, 2006),
- «Адам Мицкевич и польский романтизм в русской культуре» (Adam Mickiewicz i polski romantyzm w kulturze rosyjskiej, 2007),
- «Творчество Болеслава Пруса и его связи с русской культурой» (Twórczość Bolesława Prusa i jego związki z kulturą rosyjską, 2008),
- «Русская культура в польском сознании» (Rosyjska kultura w polskiej świadomości, 2009),
- «Юлиуш Словацкий и Россия» (Juliusz Słowacki a Rosja, 2011),
- «Отзвуки Шопена в русской культуре» (Echa Chopina w kulturze rosyjskiej, 2012),
- «Восприятие России и русской литературы польскими писателями» (Rosja i literatura rosyjska w recepcji polskich pisarzy, 2012).

## Odznaczenia polskie
- Krzyż Komandorski z Gwiazdą Orderu Zasługi Rzeczypospolitej Polskiej (1999)
- Medal „Za zasługi dla kultury polskiej” (1996)
- Medal Komisji Edukacji Narodowej (1997)
- Nagroda Ambasadora Polski w RF „Polski Pegaz” (2010)
- Złoty medal Ministerstwa Kultury i Dziedzictwa Narodowego „Gloria Artis” (2010)[1]
- Order Przyjaźni, Rosja (1997)[2]